# Abdallah ben Nasser ben Khalifa Al Thani
Pour les articles homonymes, voir al-Thani et Nasser (homonymie).
Abdallah ben Nasser ben Khalifa Al Thani (arabe : سعادة الشيخ عبدالله بن ناصر بن خليفة آل ثاني), né en 1959, est un membre de la famille princière du Qatar. Il est Premier ministre du Qatar de 2013 à 2020.

## Biographie
Cheikh Abdallah est un parent éloigné de l'ancien émir Hamad ben Khalifa Al Thani. Il est le fils de Cheikh Nasser ben Khalifa Al Thani. Cheikh Abdallah est l'arrière-petit-fils d'Ahmed ben Mohammed Al Thani, et partage ainsi le même ancêtre, Mohammed ben Thani, avec l'émir Hamad ; Abdallah est le troisième cousin de l'émir Hamad.

### Éducation
Cheikh Abdallah est diplômé du Collège militaire de Durham (Royaume-Uni). En 1984, il obtient un baccalauréat en sciences de la police. En 1995, il devient diplômé de l'université arabe de Beyrouth, où il obtient un baccalauréat en législation.

### Carrière politique
Ministre d'État pour les Affaires intérieures depuis 2005, cheikh Abdallah est nommé Premier ministre du Qatar le 26 juin 2013 par l'émir Tamim ben Hamad Al Thani au lendemain de son accession au trône.

## Décorations
- Officier de la Légion d'honneur